# Rozdrojovice
Rozdrojovice jsou obec v okrese Brno-venkov v Jihomoravském kraji. Nachází se deset kilometrů severozápadně od centra města Brna. Rozkládají se v kotlině mezi dvěma hřebeny v Bobravské vrchovině, na okraji přírodního parku Podkomorské lesy. Obec je na straně severozápadní, západní i jihozápadní obklopena lesy, které kdysi patřívaly k rosicko-veverskému panství. Žije zde přibližně 1 100 obyvatel. 

## Název
Na vesnici bylo přeneseno původní pojmenování jejích obyvatel Rozrojovici odvozené od osobního jména Rozroj, znamenalo "Rozrojovi lidé". -d mezi první a druhou slabikou sloužilo k usnadnění výslovnosti (je obsaženo už v nejstarších písemných dokladech).

## Historie
První písemná zmínka o obci pochází z roku 1402 (na vsech Hlince a Rozdrojovicích). Zde je uvedeno, že markrabě Jošt zapsal Žofii z Kašperku roční činži 5 hřiven na zaniklou středověkou ves Hlince a ves Rozdrojovice. Dějiny obce jsou úzce spjaty s dějinami hradu Veveří, který leží asi ¾ hodiny cesty na západ od obce. Rozdrojovice patřily pod veverské panství.
Na počátku 17. století zde bylo 20 domů, 6 z nich bylo po třicetileté válce pustých. V roce 1790 zde bylo už 44 domů s 230 obyvateli, roku 1834 to už bylo 50 domů a 288 obyvatel. První učitel začal působit v obci roku 1764, škola zde byla postavena roku 1834.
V letech 2006–2010 působil jako starosta Jaromír Novák, od roku 2010 tuto funkci zastává Daniel Stráský.

## Obyvatelstvo
| Rok            | 1869 | 1880 | 1890 | 1900 | 1910 | 1921 | 1930 | 1950 | 1961 | 1970 | 1980 | 1991 | 2001 | 2011 | 2021  |
| -------------- | ---- | ---- | ---- | ---- | ---- | ---- | ---- | ---- | ---- | ---- | ---- | ---- | ---- | ---- | ----- |
| Počet obyvatel | 345  | 375  | 444  | 494  | 526  | 490  | 548  | 526  | 584  | 550  | 537  | 466  | 570  | 926  | 1 087 |
| Počet domů     | 59   | 65   | 80   | 87   | 95   | 92   | 110  | 297  | 138  | 148  | 152  | 167  | 207  | 300  | 350   |

Vývoj počtu obyvatel

## Obecní správa

### Obecní symboly
Znak a vlajka byly obci uděleny rozhodnutím předsedy Poslanecké sněmovny Parlamentu České republiky dne 9. dubna 2002.

## Možnosti v obci
V obci se nachází první stupeň základní školy s velkým venkovním hřištěm a průlezkami pro děti. Mateřská škola je v provozu od roku 2011 a nadále se rozšiřuje. K vybavenosti obce patří i obchod s potravinami. Dále sál v Hostinci U Helánů – zde se tradičně konají Mladé hody, Babské hody, Obecní bál, Dětský maškarní bál a mnoho dalších akcí. Ve stejné budově jako obchod je také Obecní úřad a knihovna.

## Restaurační a ubytovací zařízení
- Hotel Atlantis
- Hostinec U Helánů (sezónní provoz)
- Restaurace U Ševčíků
- Občerstvení U Jeroušků
- Cukrárna U Kapličky (již není provozována)

## Pamětihodnosti
- Kaplička v malém parku na náměstí.
- Busta T. G. Masaryka, která se nachází před školou.
- Pomník obětem první a druhé světové války, který je umístěn blízko kapličky.

## Doprava
Do obce Rozdrojovice zajíždí denně autobusy IDS JMK linky 302 na trase Brno-Bystrc, ZOO – Kuřim. V nepracovních dnech jsou Rozdrojovice také obsluhovány nočními spoji linky 302 do Brna-Kníniček, kde navazuje autobus městské noční linky N89.

## Galerie

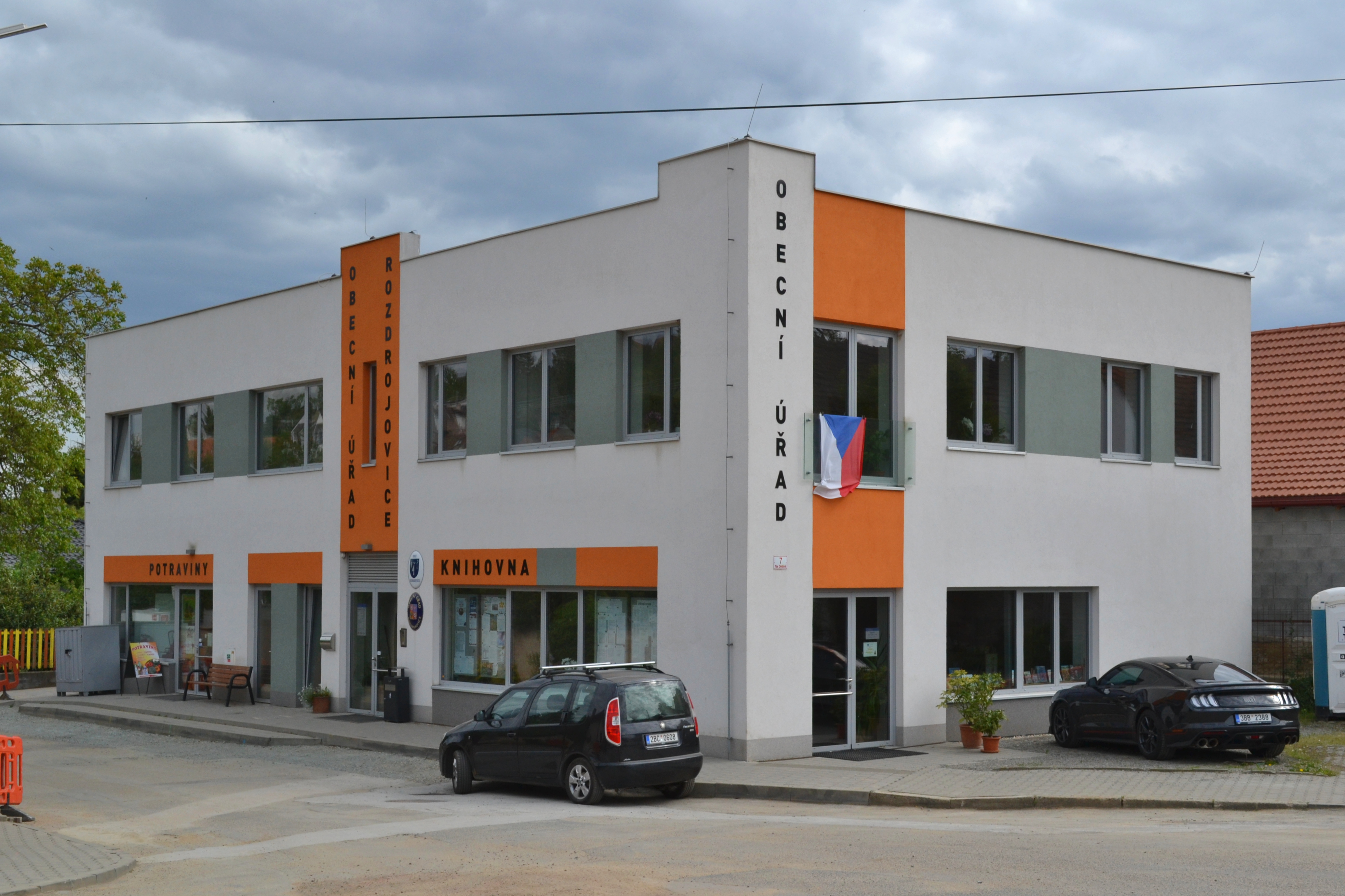
obecní úřad a knihovna
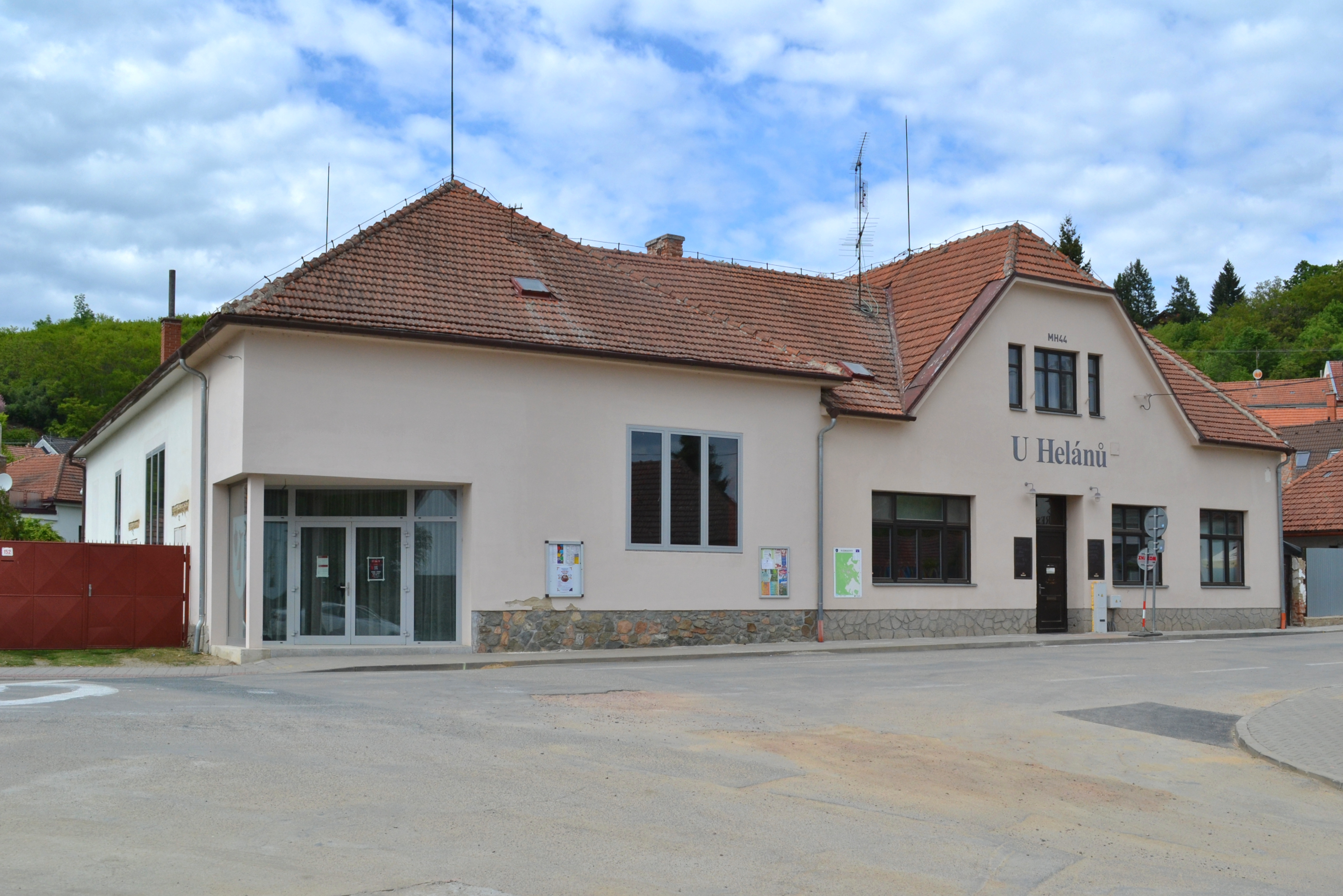
společenský dům a restaurace U Helánů
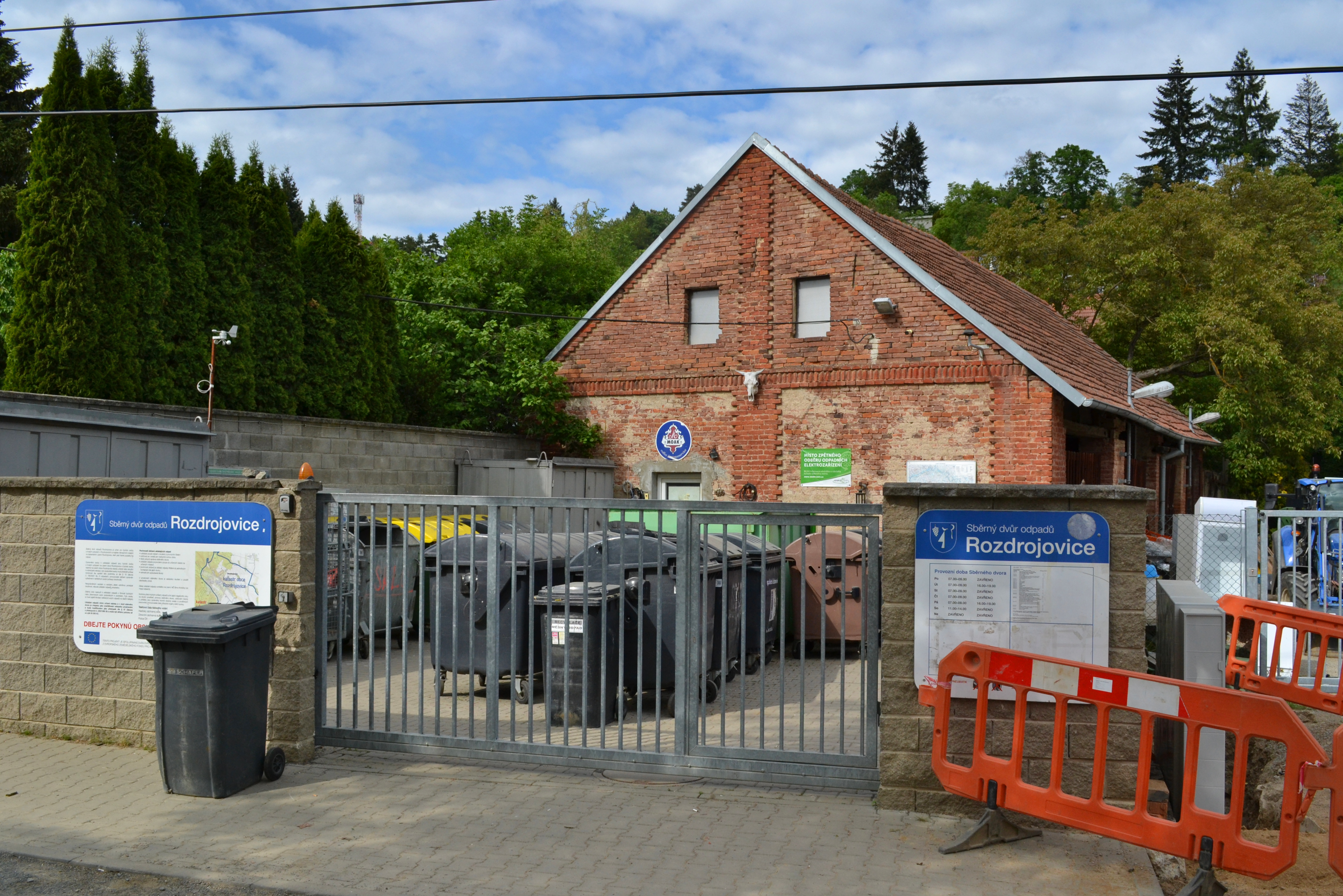
sběrný dvůr
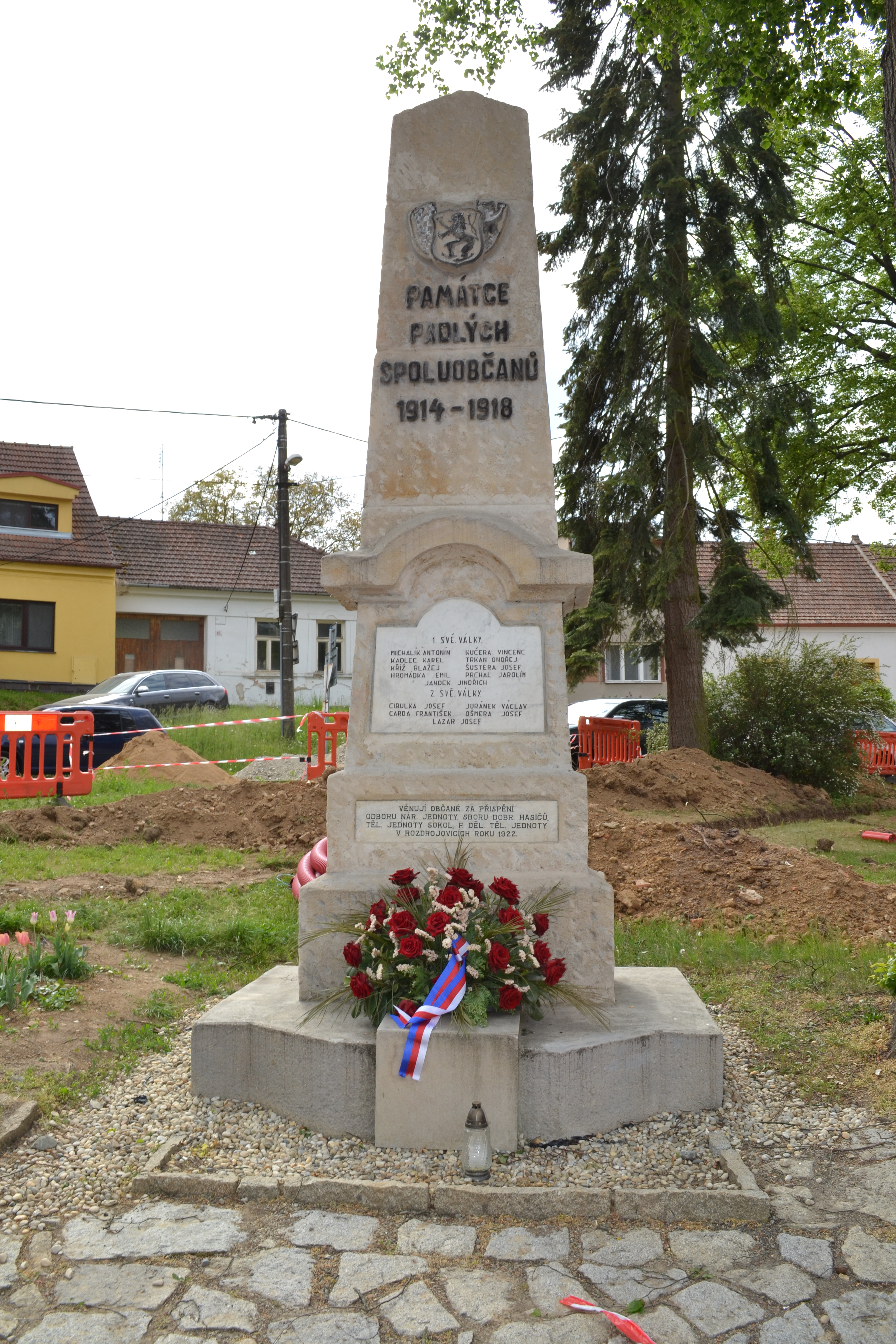
pomník padlým